# Bezemín (hradiště)
Bezemín (též Brandl nebo Švédské šance) je archeologická lokalita u stejnojmenné vesnice v okrese Tachov. Tvoří ji slovanské hradiště a soudobé mohylové pohřebiště nad soutokem Úterského potoka a Hadovky. Od roku 1964 je chráněna jako kulturní památka a v roce 1995 byla zapsána na seznam národních kulturních památek.

## Historie
Datováním podle nálezů keramických zlomků bylo zjištěno, že hradiště bylo osídleno od osmého do první poloviny devátého století. Další archeologické stopy svědčí o jeho zániku mohutným požárem, po kterém ho pravděpodobně nahradilo blízké hradiště Šipín. Ze středověku a novověku pocházejí stopy po těžbě a zpracování železné rudy v těsném sousedství hradiště.

## Hradiště
Hradiště mělo dvě oddělené a samostatně opevněné části postavené na ploché ostrožně obtékané ze tří stran potoky. Větší část má rozlohu 3,75 ha a dochovaly se z ní pozůstatky opevnění v podobě valu a příkopu. Původní hradbu tvořila asi jeden metr silná zeď z nasucho kladených kamenů, za kterou byla dřevěná konstrukce uzavřená z vnitřní strany dřevěnou stěnou. Vnitřek hradby byl vyplněn hlínou. Na přístupné jihovýchodní straně dosahovala šířka hradby až 9,5 metru a v jihozápadním rohu je patrné její částečně dochované zdvojení. O požáru hradby svědčí natavené kameny s otisky dřeva. Val je na několika místech přerušen pozdějšími zásahy, ale vstupní brána se nacházela přibližně uprostřed jihovýchodní hradby. Na přístupové straně hradbu chránil ve skále vysekaný příkop široký devět metrů a přerušený v prostoru brány. Menší část hradiště považovaná za akropoli o rozloze 0,4 ha byla opevněna stejným způsobem.

## Pohřebiště
S hradištěm souvisí mohylové pohřebiště asi 170 metrů jižně od opevnění. Zaujímá plochu 300 × 300 metrů a nachází se v něm přes čtyřicet mohyl rozdělených do čtyř skupin a dochovaných do výšky okolo padesáti centimetrů. Vzhledem k hradišti nejbližší skupina mohyl je navzájem spojená v Česku ojedinělými mohylovými náspy.

## Přístup
Hradiště je přístupné po žlutě značené turistické trase z Konstantinových Lázní, která vede přes zříceninu hradu Gutštejn a bezemínské hradiště k hradišti u Šipína.